# Ofensivă

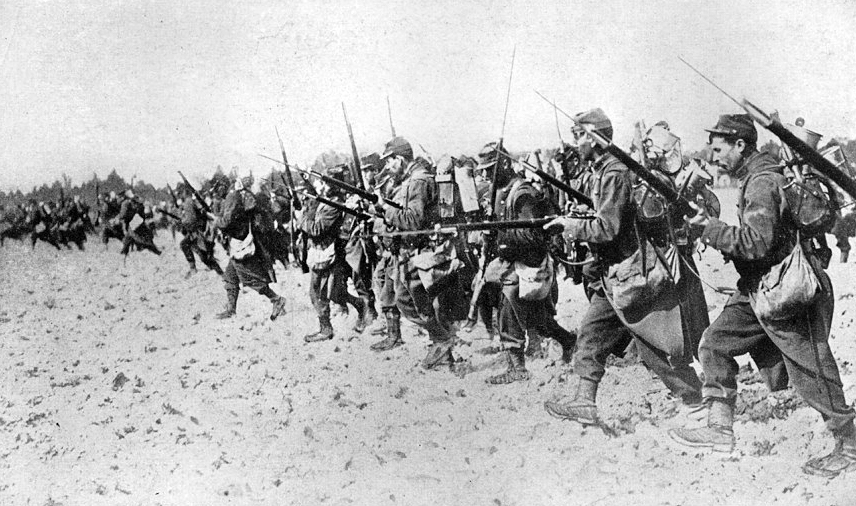
Baionetele franceze în ofensivă. Începutul Primului Război Mondial

Ofensiva este forma principală a acțiunilor de luptă ale forțelor armate, constând în luarea inițiativei operațiilor prin care se urmărește distrugerea forței inamicului și cucerirea terenului pe care îl ocupă.
Ofensivă constă în atacarea inamicului prin diverse modalități de luptă: pe uscat, în aer/spațiu, în mare/ocean și în spațiul informațional, distrugând principalele grupuri de trupe, și folosind succesul obținut pentru o ulterioară/posibilă încercuire a inamicului prin mișcări rapide/decisive a forțelor implicate. Scara ofensivei poate fi strategică, operațională și tactică.
Ofensiva este realizată cu presiune maximă a tuturor trupelor implicate, într-un tempou ridicat, în orice vreme (zi și noapte) și în orice loc, în strânsă cooperare cu toate unitățile (divizii, unități, asociații militare, etc).
În timpul ofensivei trupele preiau inițiativa și impun voința lor inamicului. Scopul ofensivei este de a realiza un oarecare succes, pentru a asigura o tranziție către apărare, sau pentru executarea unor ofensive în alte părți ale frontului.